# ためいき橋
「ためいき橋」（ためいきばし）は、1979年10月21日に発売された森昌子の32枚目のシングル。

## 解説
- ミノルフォン・レコードからキャニオン・レコードに移籍後の最初のシングル。
- 本楽曲で、1979年末の「第30回NHK紅白歌合戦」に通算7回目の出場を果たした。

## 収録曲
- 両楽曲共に、作詞：杉紀彦／作曲：市川昭介／編曲：小杉仁三

1. ためいき橋（3分21秒）
2. 冬の部屋（3分30秒）